# ポール・アナコーン
ポール・アナコーン（Paul Annacone, 1963年3月20日 - ）は、アメリカ・ニューヨーク州出身の男子プロテニス選手、指導者。1985年全豪オープン男子ダブルスでクリスト・バン・レンスバーグとペアを組んで優勝した選手である。ATPツアーでシングルス3勝、ダブルス14勝を挙げた。

## 来歴
4大大会のシングルスでは1985年ウィンブルドン選手権のベスト8が最高成績である。予選から勝ち上がり4回戦で第12シードのヨハン・クリークを 6-3, 6-2, 6-4 で破った。準々決勝では第3シードのジミー・コナーズに 2-6, 4-6, 2-6 で敗れた。
ATPツアーでは、1985年にロサンゼルスとブリスベン、1989年にウィーンのシングルス3勝を挙げている。
1985年全豪オープンの男子ダブルスで決勝に進出した。クリスト・バン・レンスバーグとペアを組み、マーク・エドモンドソン＆キム・ウォーウィック組を 3-6, 7-6, 6-4, 6-4 で破り優勝した。1990年全米オープン男子ダブルスでデビッド・ウィートンと、1987年全米オープンでベッツィ・ナゲルセンと組み準優勝している。
アナコーンは1998年に現役を引退した。引退後は指導者として活動しており、ピート・サンプラス、ティム・ヘンマン、ロジャー・フェデラーなどのコーチを務めた。